# سروستان (دهسرد)
سروستان (بالفارسية: سروستان) هي قرية تقع في إيران في قسم دهسرد الريفي.